# Lucius Memmius (Gesandter)
Lucius Memmius war ein gegen Ende des 2. Jahrhunderts v. Chr. lebender Politiker der Römischen Republik.
Lucius Memmius war ein Mitglied des römischen Plebejergeschlechts der Memmier und Senator. Er amtierte wahrscheinlich vor 112 v. Chr. als Prätor. 112 v. Chr. besuchte er in offiziellem Auftrag Ägypten, das damals von Kleopatra III. und deren Sohn Ptolemaios IX. regiert wurde. Der Anlass für Memmius’ Reise in das Nilland ist nicht bekannt, stand aber vielleicht im Zusammenhang mit dem bevorstehenden Krieg der Römer gegen Jugurtha. Informationen zu diesem Ereignis gibt ausschließlich die auf den 5. März 112 v. Chr. datierte Abschrift eines Briefs des Hermias an einen Unterbeamten des Finanzressorts im Fajjum. Möglicherweise war Hermias damals ägyptischer Finanzminister (Dioiketes). Das Schreiben bezieht sich auf die Reise des Memmius von Alexandria in den Arsinoitischen Gau. Darin wurde angeordnet, dass der Senator überall eine zuvorkommende Begrüßung erhalten solle. Auch seien ihm an jenen Stellen, an denen er zu landen gedachte, Gastgeschenke auszuhändigen und im Voraus Übernachtungsmöglichkeiten für ihn vorzubereiten. Ferner solle Lucius Memmius durch den Besuch verschiedener Sehenswürdigkeiten unterhalten werden, etwa der Fütterung heiliger Krokodile oder die Visite des nahe Hawara gelegenen Pyramidentempels des altägyptischen Pharaos Amenemhet III. Weihgeschenke für die Vollziehung eines Opfers seien ebenfalls bereitzustellen.
Um 110 v. Chr. ist Memmius wahrscheinlich der im Senatskonsult für Adramyttion unter den anwesenden Senatoren an fünfter Stelle genannte Urkundszeuge Leukios Memios. Er könnte auch mit dem von Cicero in dessen Schrift Brutus (Paragraph 136) erwähnten Redner Lucius Memmius identisch sein. Weitere Informationen zu ihm sind nicht überliefert.